# Armin Heitz
Armin Heitz (* 10. Dezember 1959 in Karlsruhe) ist ein deutscher Jazzgitarrist.

## Leben und Wirken
Heitz stammt aus einer musikalischen Familie; sein Vater spielte Saxophon, die Mutter war Sängerin; sein Bruder Uwe ist Jazzschlagzeuger. Er lernte zunächst Klarinette, wendete sich aber, als in der Combo seiner Eltern ein Gitarrist ausfiel, der Gitarre zu, die er im Wesentlichen autodidaktisch erlernte. Er wurde zunächst durch Bobby Falta, später vor allem durch Pat Martino geprägt.
Heitz gründete sein eigenes Zigan Swing Trio, das zunächst mit dem Rhythmusgitarristen Didi Winterstein (bis 1992) und dem Bassisten Zeca de Oliveira besetzt war. Von 1986 bis 1993 spielte er zudem in einem Trio mit zwei Saxophonisten, unter anderem mit Ralf Rothkegel. In der Gruppe von Wedeli Köhler trat er auf dem Festival Django Reinhardt auf, mit dem er auch das Album My Melancholy Baby (1995) einspielte. Ende der 1990er Jahre gehörte er zur Gruppe des elsässischen Akkordeonisten Frédéric Schlick (Art for Art, 2000). Auch tourte er mit Joe Sachse und trat lange Jahre mit Zipflo Reinhardt und mit  Biréli Lagrène auf. Mit seinem eigenen Trio und dem Geiger Andy Wäldele präsentierte er sich auf dem Montreux Jazz Festival.

## Diskographische Hinweise
- Fantasia (1992)
- Furioso (1996)
- Voyage (2000)
- Armin Heitz Trio & Andy Wäldele – Live in Montreux (2006)
- Blue in Green (2011, mit Janosch Dörr und Davide Petrocca)